# Ol' Dirty Bastard
Russell Tyrone Jones (15 de noviembre de 1968 - 13 de noviembre de 2004), más conocido como Ol' Dirty Bastard (ODB), fue un rapero estadounidense miembro del Wu-Tang Clan, grupo con el que debutó en el álbum "Enter the Wu-Tang: 36 Chambers", de 1993. Su estilo duro y su lenguaje le hizo ser uno de los miembros de Wu-Tang más destacados ya que mezcló el humor negro y el hardcore hip hop. En 1995 comenzó su carrera en solitario, con un disco titulado "Return to the 36 Chambers: The Dirty Version", en clara referencia al anterior. Ol' Dirty Bastard falleció el sábado 13 de noviembre de 2004 cuando se encontraba grabando en los estudios de Wu-Tang, 36 Chambers, en Manhattan. Al parecer, el rapero se quejó de dificultades para respirar trás la mezcla de relajantes musculares y cocaína a la que presentaba adicción, tras lo cual se desplomó. Una ambulancia acudió a reanimarle, pero no pudo hacer nada por su vida.

## Discografía
- Return to the 36 Chambers: The Dirty Version (1995)
- Nigga Please (1999)
- Osirus (2005)
- A Son Unique (2005)
- Message to the Other Side: Osirus Part 1 (2009)